# Панкратово (Бабаевский район)
Панкра́тово (вепс. Prangatist) — деревня в Бабаевском районе Вологодской области.
Входит в состав Вепсского национального сельского поселения (с 1 января 2006 года по 13 апреля 2009 года входила в Куйское национальное вепсское сельское поселение), с точки зрения административно-территориального деления — в Куйский национальный вепсский сельсовет.
Расположена на берегу Чёрного озера. Расстояние до районного центра Бабаево по автодороге — 120 км, до центра муниципального образования деревни Тимошино — 29 км. Ближайшие населённые пункты — Заболотье, Кийно, Марково.
По переписи 2002 года население — 83 человека (39 мужчин, 44 женщины). Основные национальности — русские (58 %), вепсы (31 %).